# 哈福德縣
哈福德县（英語：Harford County）是美国马里兰州東北部的一個縣，北鄰宾夕法尼亚州，面積1,364平方公里。根據2020年美國人口普查，共有人口26萬924人。縣治貝萊爾，另轄有阿伯丁、哈佛迪格雷斯兩市。该县成立於1773年，縣名紀念馬里蘭殖民地最後一任總督亨利·哈福德。